# Poecilimon ampliatus
Poecilimon ampliatus — вид прямокрилих комах роду Пилкохвіст (Poecilimon) родини Коники справжні (Tettigoniidae).

## Поширення
Вид поширений у Південно-Східній Європі (Румунія, Хорватія, Боснія і Герцеговина, Сербія, Чорногорія, Албанія). Спостерігається у червні-липні серед низької рослинності.